# Kupsura
Kupsura is een monotypisch geslacht van schimmels behorend tot de familie Phallaceae. Het geslacht bevat alleen de soort Kupsura sphaerocephala.